# Purdiaea ophiticola
Purdiaea ophiticola är en tvåhjärtbladig växtart som beskrevs av Marie- Vict. Purdiaea ophiticola ingår i släktet Purdiaea och familjen Clethraceae. Utöver nominatformen finns också underarten P. o. oblongisepala.